# علی سلطانلی
علی سلطانلی (به ترکی آذربایجانی: Əlisoltanlı) یک منطقه مسکونی در جمهوری آذربایجان است که در شهرستان ساعتلی واقع شده‌است. علی سلطانلی ۱۶۴۳ نفر جمعیت دارد.